# روث سميث
روث لورين سميث (ني أندرسون ؛ من مواليد 29 يونيو 1979) هي سياسية في حزب العمال البريطاني وكانت عضوًا في البرلمان (MP) عن ستوك أون ترينت نورث من 2015 حتى 2019 .

## حياة سابقة
ولدت سميث في إدنبرة باسكتلندا. والدتها من شرق لندن، ووالدها نقابي اسكتلندي.  عائلتها الأم يهودية، ووصلت إلى لندن خلال تسعينيات القرن التاسع عشر، بعد أن هربت من المذابح الروسية. ومع ذلك، لم تكن على اتصال بوالدها بعد طلاق والديها عندما كانت في الثالثة من عمرها.
التحقت سميث بالمدرسة ودرست في مدرسة يهودية في بريستول، حيث كانت والدتها فيما بعد نائبة الأمين العام لأميكوس،  وفي بداية حياتها سافرت كثيرًا عبر المملكة المتحدة بسبب عمل والدتها.
تخرج سميث بدرجة البكالوريوس في السياسة والعلاقات الدولية من جامعة برمنجهام عام 2000.  عملت كمسؤولة سياسات وبحوث لإحدى النقابات العمالية  قبل العمل في دور العلاقات العامة من يناير 2004 إلى سبتمبر 2005 في سوديكسو. ثم أصبحت مديرة الشؤون العامة والحملات في مركز الاتصالات والبحوث البريطاني الإسرائيلي (BICOM) في نوفمبر 2005،  غادرت في أوائل عام 2007 للعمل في العلاقات العامة لشركة نستله.
من عام 2010 إلى عام 2015 ، كانت نائبة مدير منظمة مناهضة العنصرية،نأمل لا أكره <i>Hope not Hate</i> .  عملت أيضًا في صندوق أمن المجتمع وعملت في مجلس النواب لليهود البريطانيين.

## الحياة الشخصية
كانت سميث متزوجة من مايكل سميث، وهو مدير أعمال. تصف نفسها بأنها «يهودية ثقافيًا». منذ عام 2015، كانت عضوًا في مجلس إدارة Hope not Hate نأمل لا أكره.
في يونيو 2020، أصبحت الرئيسة التنفيذية لمؤشر الرقابة، وهي منظمة تناضل من أجل حرية التعبير. 
تم تعيين سميث قائدًا فخريًا في الاحتياطي البحري الملكي في يوليو 2021.